# Bryocyclops
Bryocyclops is een geslacht van eenoogkreeftjes uit de familie van de Cyclopidae.

## Soorten
- Bryocyclops absalomi Por, 1981
- Bryocyclops africanus Kiefer, 1932
- Bryocyclops ankaratranus Kiefer, 1954
- Bryocyclops anninae (Menzel, 1926)
- Bryocyclops apertus Kiefer, 1935
- Bryocyclops bogoriensis (Menzel, 1926)
- Bryocyclops campaneri Rocha C.E.F. & Bjornberg M.H.G.C., 1987
- Bryocyclops caroli Bjornberg M.H.G.C., 1985
- Bryocyclops chappuisi Kiefer, 1928
- Bryocyclops constrictus Lindberg, 1950
- Bryocyclops correctus Kiefer, 1960
- Bryocyclops difficilis Kiefer, 1935
- Bryocyclops elachistus Kiefer, 1935
- Bryocyclops fidjiensis Lindberg, 1954
- Bryocyclops jankowskajae Monchenko, 1972
- Bryocyclops maewaensis Watiroyram, Brancelj & Sanoamuang, 2012
- Bryocyclops mandrakanus Kiefer, 1954
- Bryocyclops muscicola (Menzel, 1926)
- Bryocyclops parvulus (Kiefer, 1928)
- Bryocyclops phyllopus Kiefer, 1935
- Bryocyclops soqotraensis Mirabdullayev, Van Damme & Dumont, 2002
- Bryocyclops travancoricus Lindberg, 1947